# Gestreckte Länge
Die gestreckte Länge, entwickelte Länge oder Länge der Abwicklung ist die ursprüngliche Länge von gebogenen Werkstücken. Sie ist zu berechnen, um festzustellen, welche Länge die Ausgangsteile vor dem Biegen brauchen. Man unterscheidet bei der Berechnung zwischen gestreckten Teilen mit großen Biegeradien und gestreckten Teilen mit kleinen Biegeradien.
Die gestreckte Länge setzt sich aus den Teillängen des Biegeteils zusammen. Da die neutrale Faser bei großen Radien mit guter Näherung in der Stabmitte liegt, das heißt, sie ist weder gestaucht noch gestreckt, kann man den Stab einfach in Abschnitte gleicher Radien unterteilen und die Längen dieser Abschnitte addieren.
Bei Biegeteilen mit kleinen Radien liegt die neutrale Faser nicht mehr mittig im Stab. Daher muss hier mit einem Korrekturfaktor gearbeitet werden. Zunächst werden wie bei Biegeteilen mit großen Radien die Teillängen addiert. Von dieser Summe wird dann noch der Korrekturfaktor abgezogen. Dieser Faktor ist das Produkt aus der Anzahl der Biegestellen und einer Konstanten v, die sich nach der Blechdicke der Biegeteile und dem Radius richtet.